# Chemise edelweiss

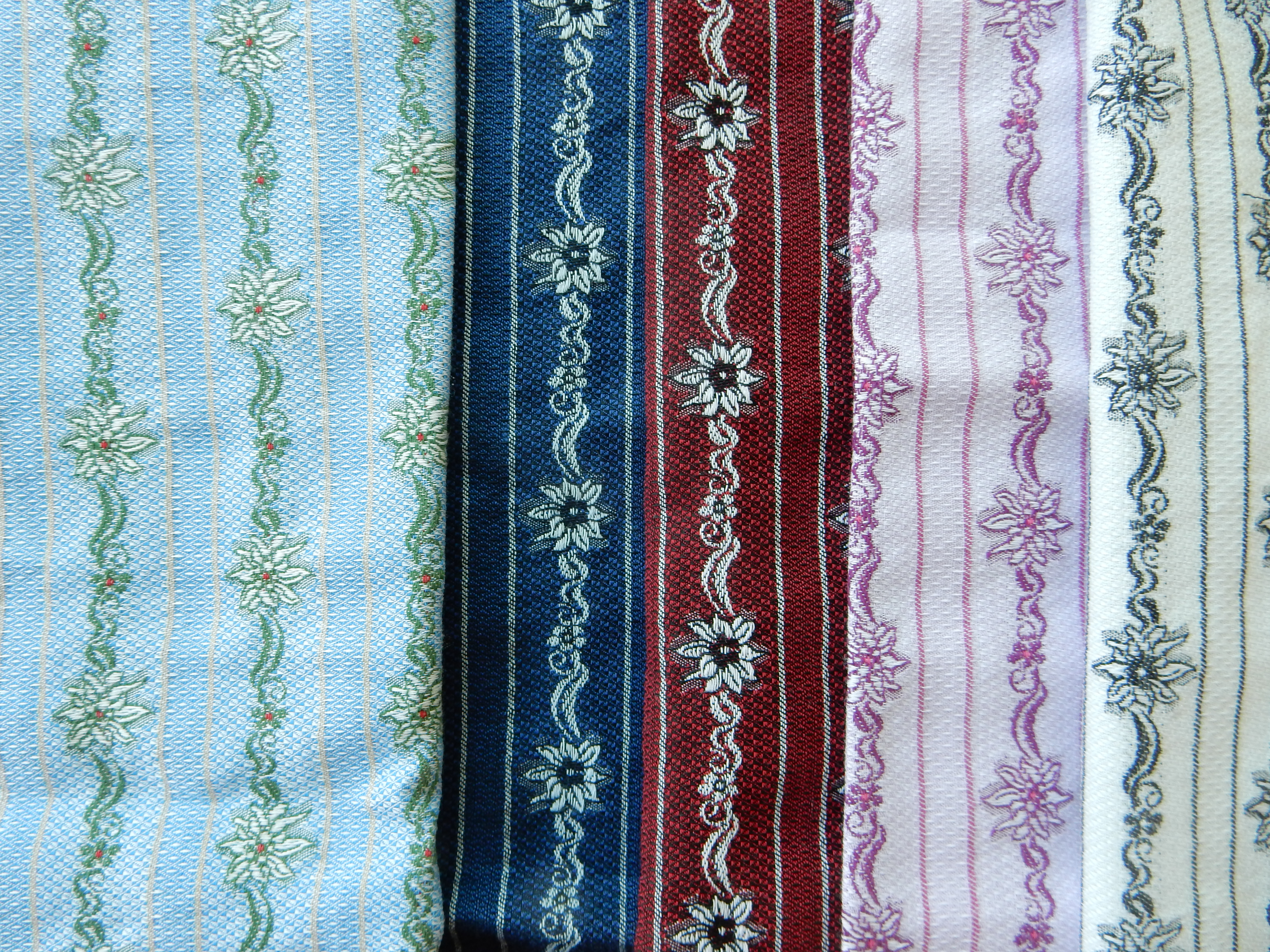
5 variantes des motifs de chemise edelweiss

La chemise Edelweiss (en allemand Edelweisshemd ou Sennenhemd) est un vêtement traditionnel suisse apparu entre les années 1960 et 1970.

## Historique
Bien que la chemise Edelweiss soit considérée comme un vêtement traditionnel suisse, elle n'est apparue qu'au XXe siècle.
Le tissu orné du motif floral d’edelweiss était déjà utilisé au XIXe siècle, avant de tomber dans l'oubli. Dans les années 1960, à la demande de clients nostalgiques, les commerçants du Musée de Ballenberg décident de relancer sa production et de confectionner des chemises à partir de ce tissu disparu. La commande est alors passée auprès de l'usine de tissage Gugelmann & Co. à Roggwil.
En 2006, la chemise Edelweiss connaît un regain de popularité. L'Union suisse des paysans en fait un symbole des agriculteurs suisses, l'intégrant à ses campagnes publicitaires et l'associant à des personnalités comme Michelle Hunziker ou Michael Schumacher. Depuis, elle est régulièrement portée lors de grands événements tels que les festivals de lutte ou de yodel.
En 2015, une tentative de récupération politique de la chemise en tant que symbole nationaliste suscite des débats dans la presse suisse,.
Aujourd’hui, une seule usine de tissage produit encore le tissu Edelweiss : l’entreprise Meyer-Mayor à Russikon.

## Variante
Généralement, la chemise est de couleur bleu ciel, mais il existe d'autres couleurs telles que le gris, le rouge, le noir, le blanc et le vert.